# Gora Diouf
Gora Diouf (20 settembre 2003) è un calciatore senegalese, difensore del Malines.

## Caratteristiche tecniche
È un difensore centrale.

## Carriera
Ha iniziato a giocare a calcio in Senegal con l'Étoile Lusitana. Nell'estate del 2022 è stato acquistato dal Sion, che lo ha assegnato alla propria seconda squadra militante in 1ª Lega. Ha fatto il suo esordio in prima squadra il 2 aprile 2023 nell'incontro di Super League vinto 2-1 contro il Lucerna.
Promosso stabilmente in prima squadra nel 2023, nella stagione 2023-2024 si è consolidato come titolare al centro della difesa ed il 7 dicembre ha segnato il suo primo gol in prima squadra nella partita vinta 3-1 contro lo Young Boys.
Nell'estate del 2025 viene ceduto al Malines, club della prima divisione belga.

## Statistiche

### Presenze e reti nei club
Statistiche aggiornate al 6 marzo 2025.
| Stagione        | Squadra         | Campionato      | Campionato | Campionato | Coppe nazionali | Coppe nazionali | Coppe nazionali | Coppe continentali | Coppe continentali | Coppe continentali | Altre coppe | Altre coppe | Altre coppe | Totale | Totale | Totale |
| Stagione        | Squadra         | Comp            | Pres       | Reti       | Comp            | Pres            | Reti            | Comp               | Pres               | Reti               | Comp        | Pres        | Reti        | Pres   | Reti   |        |
| --------------- | --------------- | --------------- | ---------- | ---------- | --------------- | --------------- | --------------- | ------------------ | ------------------ | ------------------ | ----------- | ----------- | ----------- | ------ | ------ | ------ |
| 2022-2023       | Sion II         | 1L              | 4          | 0          | -               | -               | -               | -                  | -                  | -                  | -           | -           | -           | 4      | 0      |        |
| 2023-2024       | Sion II         | 1L              | 4          | 2          | -               | -               | -               | -                  | -                  | -                  | -           | -           | -           | 4      | 2      |        |
| 2022-2023       | Sion            | SL              | 6+1        | 0          | CS              | 0               | 0               | -                  | -                  | -                  | -           | -           | -           | 7      | 0      |        |
| 2023-2024       | Sion            | ChL             | 5          | 0          | CS              | 1               | 0               | -                  | -                  | -                  | -           | -           | -           | 6      | 0      |        |
| 2024-2025       | Sion            | SL              | 24         | 2          | CS              | 1               | 0               | -                  | -                  | -                  | -           | -           | -           | 25     | 2      |        |
| Totale carriera | Totale carriera | Totale carriera | 44         | 4          |                 | 2               | 0               |                    | -                  | -                  |             | -           | -           | 46     | 2      |        |

## Palmarès

### Club

#### Competizioni nazionali
- Challenge League: 1

Sion: 2023-2024